# Palais de justice d'Espalion
Le palais de justice d'Espalion, également appelé Vieux Palais, est un ancien palais de justice situé à Espalion, en France.
Il fait l'objet d'une protection au titre des monuments historiques.

## Localisation
L'ancien palais de justice est situé en bordure du Lot, sur sa rive gauche, une centaine de mètres en amont du Pont Vieux d'Espalion, dans le quart nord-est du département français de l'Aveyron, en région Occitanie.

## Historique et architecture
Le bâtiment est édifié en 1572 à la demande du gouverneur d'Espalion. Ses deux tours servent alors de défense à la ville, le long du Lot.
D'abord utilisé comme maison commune, il sert ensuite de tribunal à l'époque révolutionnaire et son sous-sol sert de prison.
L'édifice est classé au titre des monuments historiques par arrêté du 4 novembre 1911.
Propriété de la commune d'Espalion, il est aménagé en résidence d'artistes en 1992.
De style Renaissance, le Vieux Palais présente de nombreuses fenêtres à meneaux ainsi que, côté rivière, deux tourelles dont une en encorbellement.

## Particularité
Sur la rive droite du Lot, en face du Palais de justice se trouve une statue de scaphandrier, en référence au musée du Scaphandre et en hommage à l'invention du scaphandre par deux Aveyronnais.

## Galerie

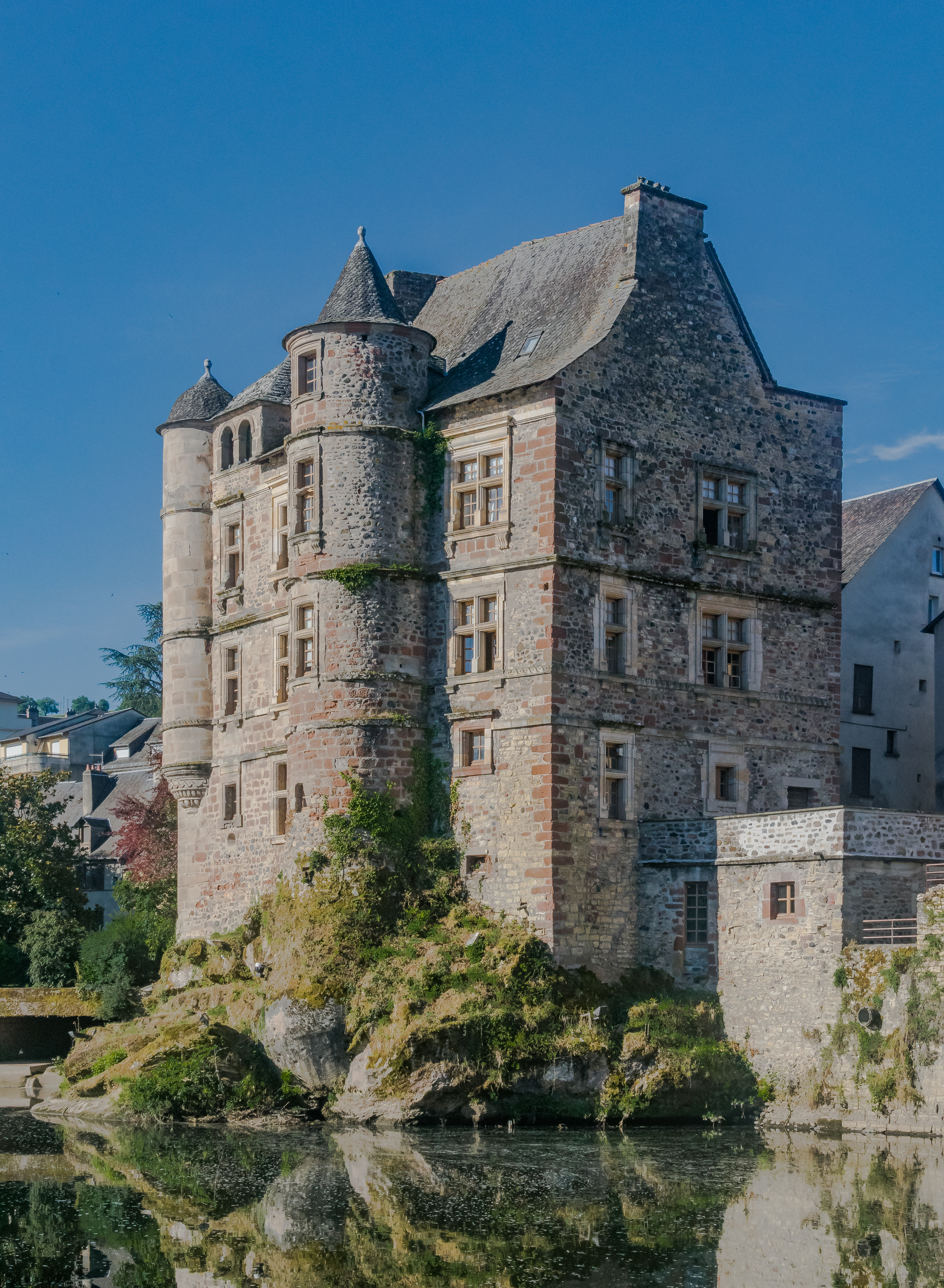
Vu depuis le nord.
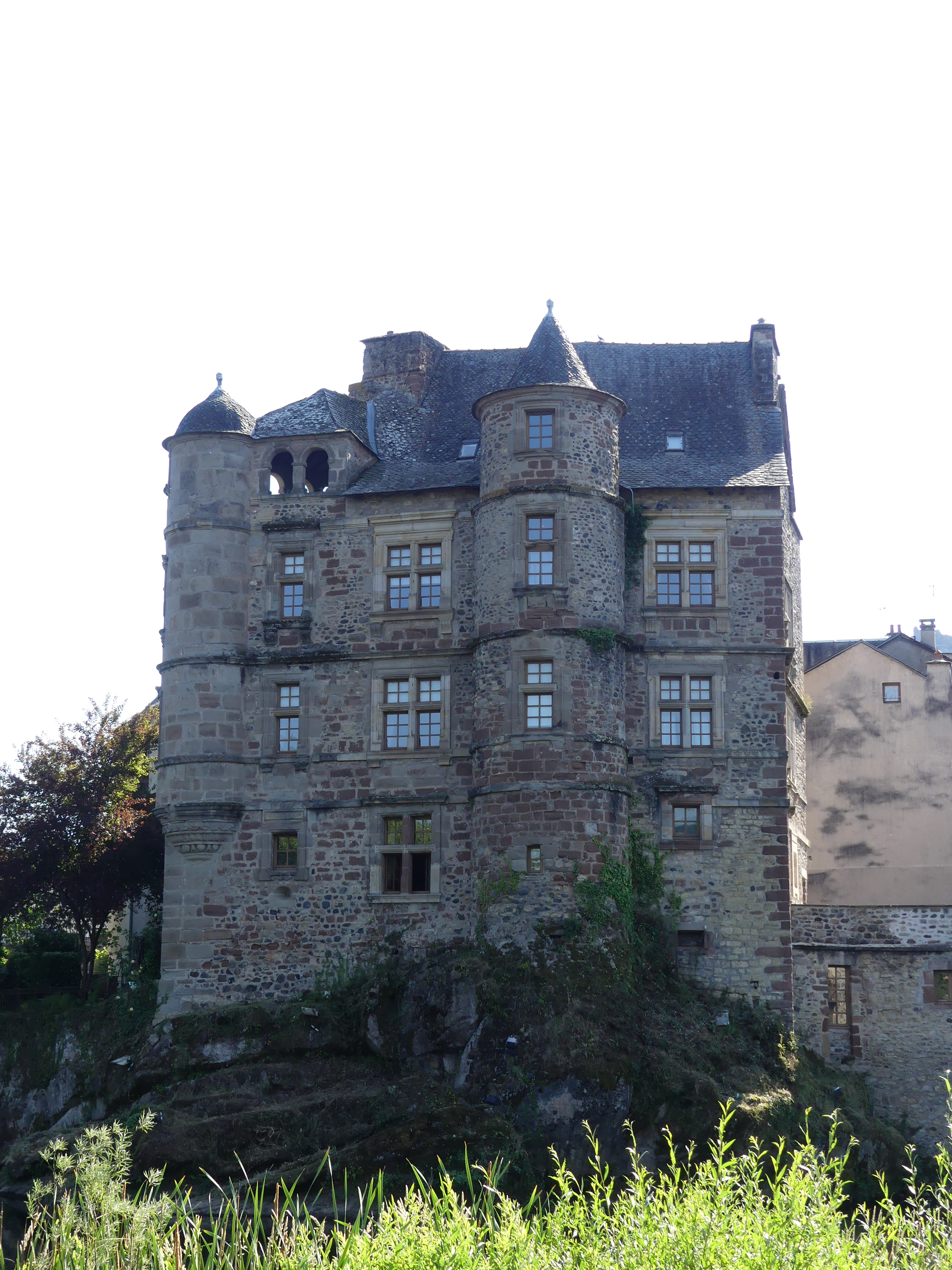
La façade nord-est.
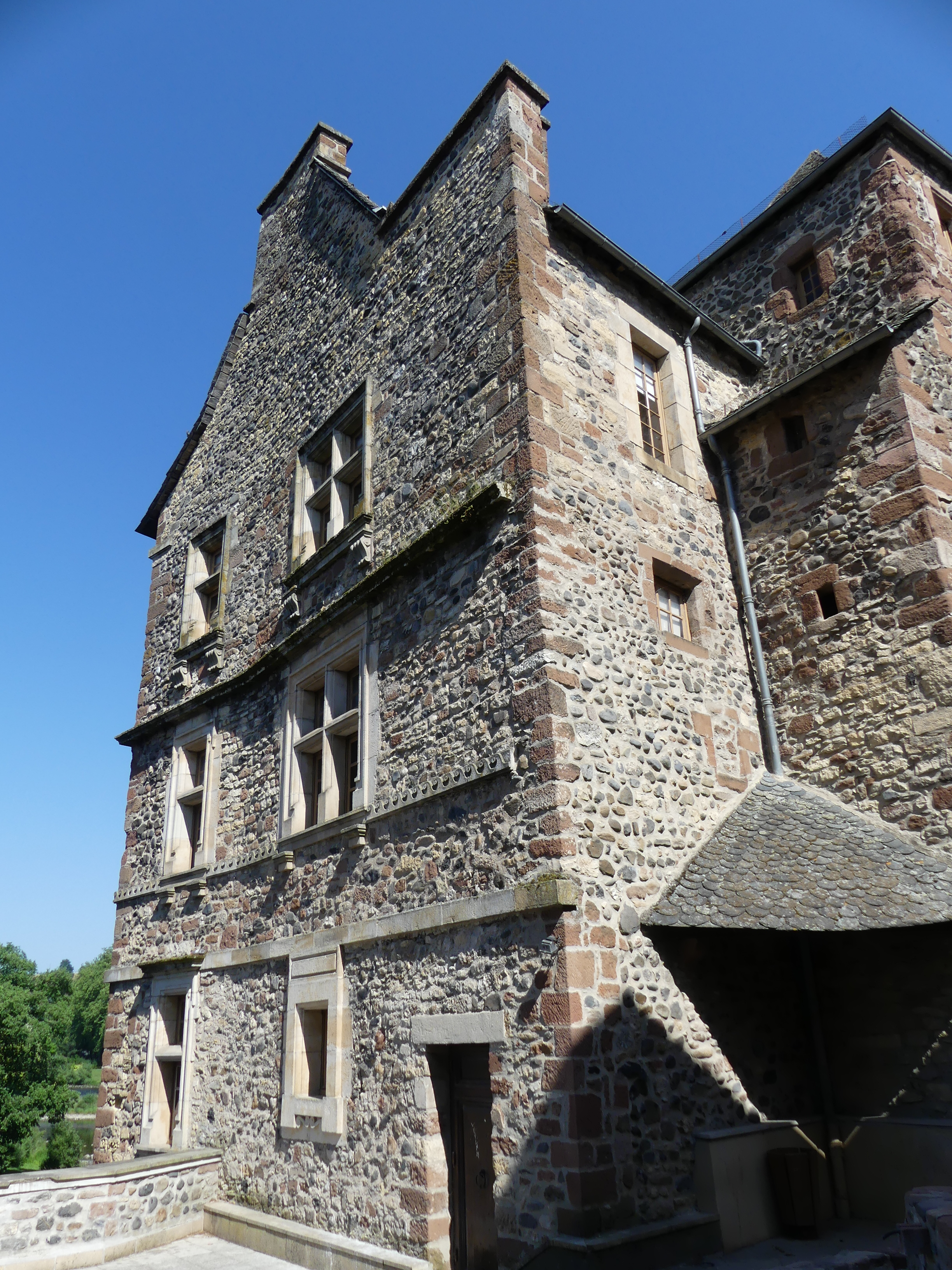
La façade nord-ouest.
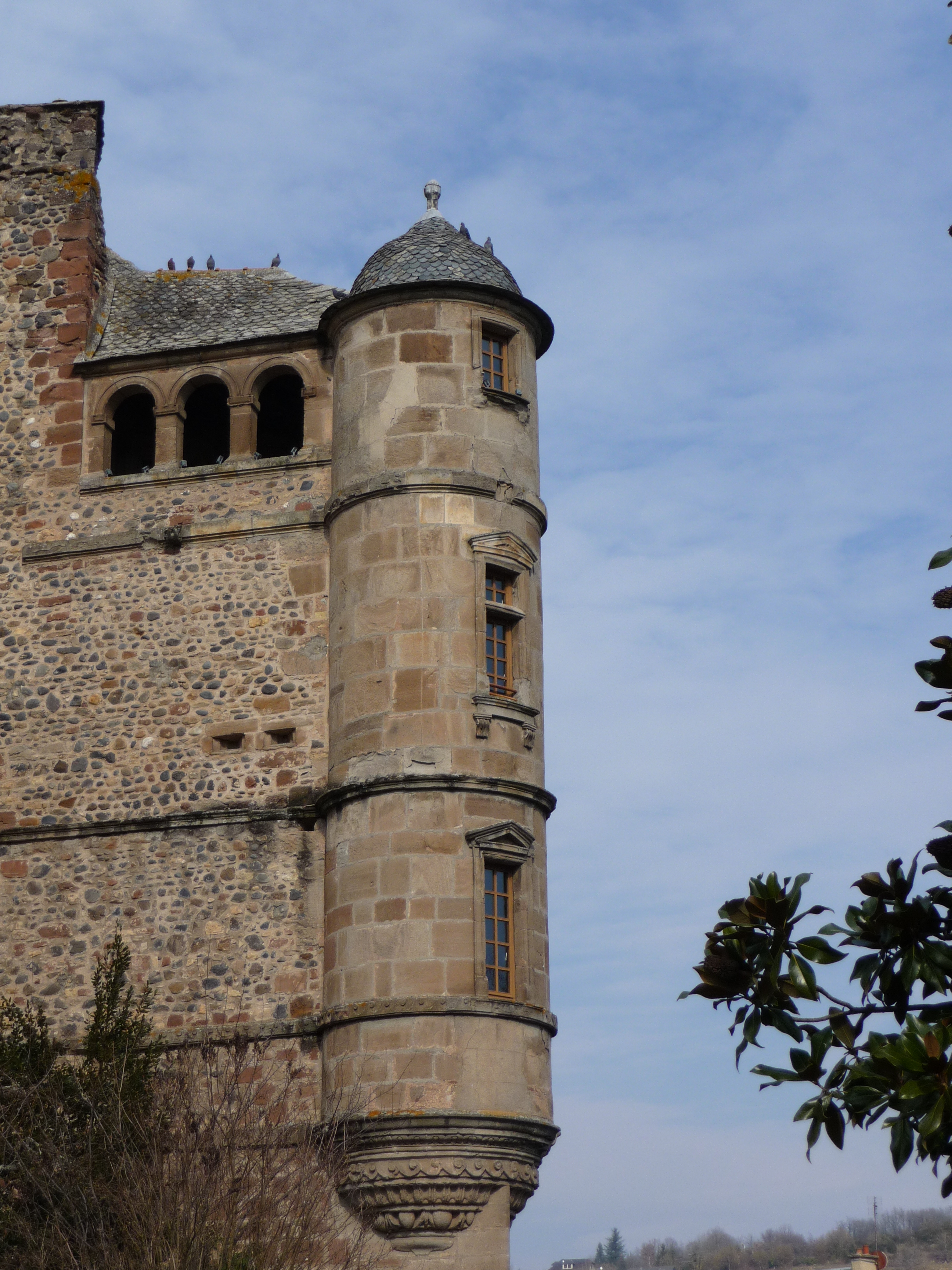
La tourelle sud-est en encorbellement.